# Groupe E
 (juillet 2021).
Si vous disposez d'ouvrages ou d'articles de référence ou si vous connaissez des sites web de qualité traitant du thème abordé ici, merci de compléter l'article en donnant les références utiles à sa vérifiabilité et en les liant à la section « Notes et références ».
Groupe E est un producteur et distributeur d'électricité suisse. Il propose aussi des produits et services dans les énergies renouvelables, le chauffage à distance, la distribution de gaz naturel, les installations électriques, l'efficacité énergétique, la mobilité électrique, l'ingénierie et l'électroménager. Groupe E emploie 2 500 collaborateurs, dont 250 apprentis.

## Activités

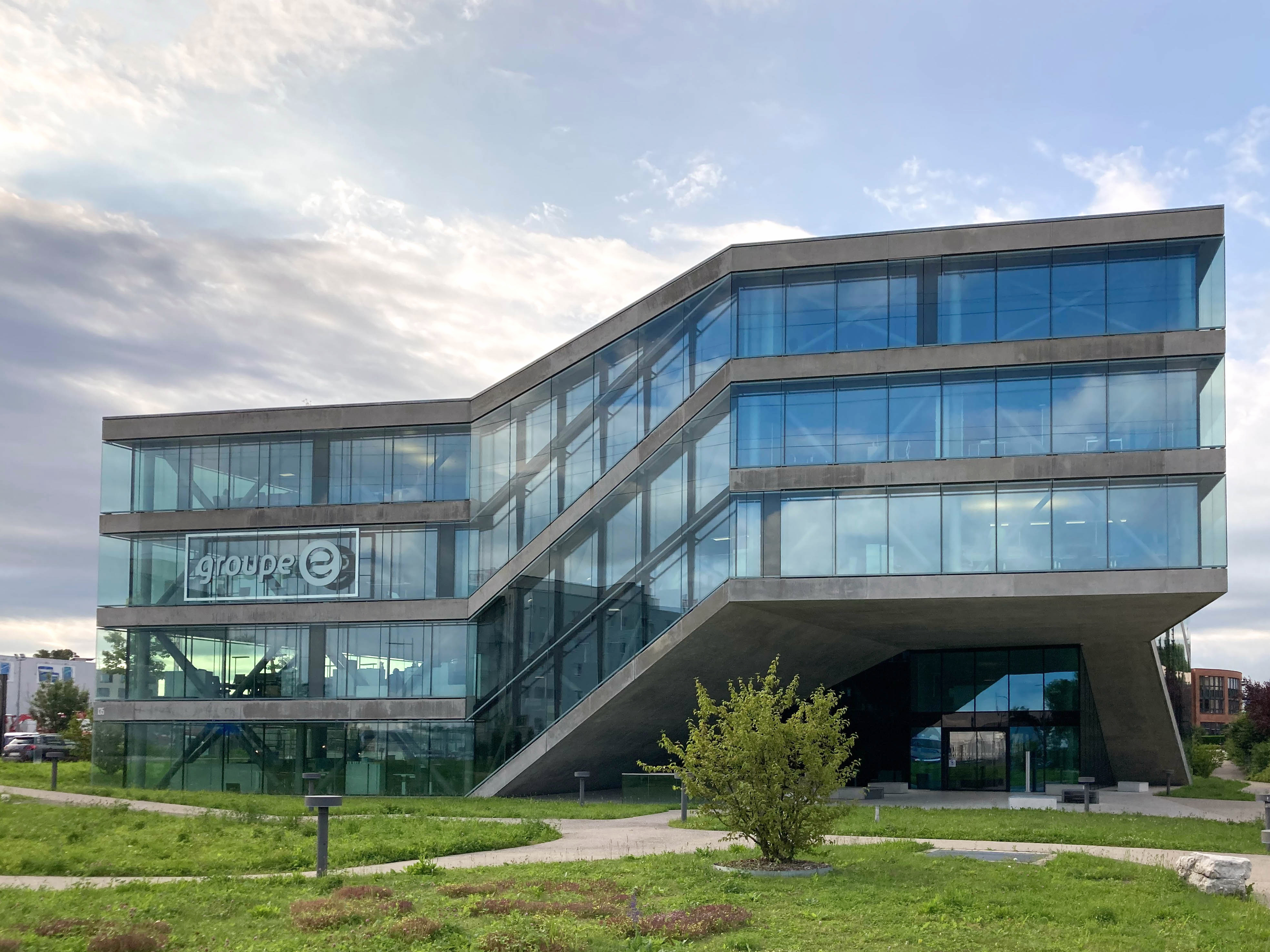
Siège administratif de Groupe E

Groupe E emploi 2 500 collaborateurs, et dessert 400 000 habitants dans les cantons de Fribourg, de Neuchâtel et de Vaud (Broye et Pays-d'Enhaut). Il distribue 3 TWh d'électricité par an dont 1,3 TWh d’électrique produits par ses propres installations et des centrales en participation (dont 3/4 d'hydraulique).